# ستان ويكس
ستان ويكس (بالإنجليزية: Stan Wicks)‏ (11 يوليو 1928 في المملكة المتحدة - 1983 في المملكة المتحدة) هو لاعب كرة قدم بريطاني في مركز قلب الدفاع. لعب مع تشيلسي ونادي ريدنغ.

## وصلات خارجية
- ستان ويكس على موقع قاعدة بيانات كرة القدم.إي يو (الإنجليزية)